# Immunochromatographie
 (mai 2021).
Si vous disposez d'ouvrages ou d'articles de référence ou si vous connaissez des sites web de qualité traitant du thème abordé ici, merci de compléter l'article en donnant les références utiles à sa vérifiabilité et en les liant à la section « Notes et références ».
 (mai 2021).
La mise en forme du texte ne suit pas les recommandations de Wikipédia : il faut le « wikifier ».
Les points d'amélioration suivants sont les cas les plus fréquents :
- Les titres sont pré-formatés par le logiciel. Ils ne sont ni en capitales, ni en gras.
- Le texte ne doit pas être écrit en capitales (les noms de famille non plus), ni en gras, ni en italique, ni en « petit »…
- Le gras n'est utilisé que pour surligner le titre de l'article dans l'introduction, une seule fois.
- L'italique est rarement utilisé : mots en langue étrangère, titres d'œuvres, noms de bateaux, etc.
- Les citations ne sont pas en italique mais en corps de texte normal. Elles sont entourées par des guillemets français : « et ».
- Les listes à puces sont à éviter, des paragraphes rédigés étant largement préférés. Les tableaux sont à réserver à la présentation de données structurées (résultats, etc.).
- Les appels de note de bas de page (petits chiffres en exposant, introduits par l'outil «  Source ») sont à placer entre la fin de phrase et le point final[comme ça].
- Les liens internes (vers d'autres articles de Wikipédia) sont à choisir avec parcimonie. Créez des liens vers des articles approfondissant le sujet. Les termes génériques sans rapport avec le sujet sont à éviter, ainsi que les répétitions de liens vers un même terme.
- Les liens externes sont à placer uniquement dans une section « Liens externes », à la fin de l'article. Ces liens sont à choisir avec parcimonie suivant les règles définies. Si un lien sert de source à l'article, son insertion dans le texte est à faire par les notes de bas de page.
- La présentation des références doit suivre les conventions bibliographiques. Il est recommandé d'utiliser les modèles {{Ouvrage}}, {{Chapitre}}, {{Article}}, {{Lien web}} et/ou {{Bibliographie}}. Le mode d'édition visuel peut mettre en forme automatiquement les références.
- Insérer une infobox (cadre d'informations à droite) n'est pas obligatoire pour parachever la mise en page.

Pour une aide détaillée, merci de consulter Aide:Wikification.
Si vous pensez que ces points ont été résolus, vous pouvez retirer ce bandeau et améliorer la mise en forme d'un autre article.
L’immunochromatographie, ou ichromatographie (Lateral flow test, ou LFT, en anglais), est l'une des techniques d'immunodiagnostic les plus modernes dont les principaux avantages sont la simplicité et la rapidité du test. Les applications de cette technique sont de plus en plus nombreuses, tant dans le domaine des tests, car elle ne nécessite pas de réactifs ou d'instruments supplémentaires, que dans le domaine clinique. Les exemples les plus connus sont les tests de grossesse vendus en pharmacie, le test de l'antigène prostatique spécifique (PSA), les tests de troponine I, et récemment les tests VIH et COVID-19.
Elle peut être réalisée par un simple dispositif développé pour détecter la présence (ou l'absence) d'un composé cible dans l'échantillon (la matrice). Ce type de test est couramment utilisé pour le diagnostic médical, que ce soit à domicile ou en laboratoire. Il se présente sous la forme d'une bande, dans laquelle l'échantillon testé migre le long d'un substrat solide par action capillaire.

## Principe de fonctionnement

Interprétation de la technique d'immunochromatographie :
positif si les deux bandes changent de couleur,
négatif si la bande la plus proche de l'endroit où est placé l'échantillon ne change pas de couleur i
erronée si aucune bande ne change de couleur ou si seule la bande la plus proche le fait (symptôme que l'échantillon n'a pas atteint les deux bandes).

L'immunochromatographie est basée sur la migration d'un échantillon à travers une membrane de nitrocellulose. L'échantillon est ajouté à la zone de départ (située à gauche sur la figure) contenant un réactif de détection conjugué, qui se compose d'un anticorps spécifique contre l'un des épitopes de l'antigène à détecter et d'un réactif de détection. 
En principe, toute particule colorée peut être utilisée comme réactif de détection, mais le latex (couleur bleue) ou les particules d'or de taille nanométrique (couleur rouge) sont les plus couramment utilisés. Les particules d'or sont de couleur rouge en raison de la résonance plasmonique de surface localisée. Des particules fluorescentes ou magnétiques marquées peuvent également être utilisées, mais elles nécessitent l'utilisation d'un lecteur électronique pour évaluer le résultat du test.
Si l'échantillon contient l'antigène cible, il se lie au réactif conjugué en formant un complexe immun et migre avec lui le long de la membrane de nitrocellulose (de la gauche vers la droite sur la figure). Sinon, le réactif conjugué et l'échantillon migreront séparément sans être liés.
La zone de capture (première bande rouge sur la figure du haut) est formée par un second anticorps spécifique d'un autre épitope de l'antigène. Lorsque l'échantillon atteint cette zone, les complexes formés par la liaison de l'antigène et du conjugué seront retenus et la ligne sera colorée dans ce cas en rouge ou en bleu (échantillons positifs). Dans le cas contraire, les échantillons sont négatifs.

### Ligne de contrôle
La plupart des tests comportent une deuxième ligne qui contient un autre anticorps (non spécifique de l'analyte) qui se lie à certaines des particules colorées restantes qui ne se sont pas liées à la ligne de test. Cela confirme que le liquide est bien passé du tampon d'application de l'échantillon à la ligne de test. En confirmant que l'échantillon a eu la possibilité d'interagir avec la ligne de test, cela augmente la confiance dans le fait qu'une ligne de test visiblement altérée peut être interprétée comme un résultat négatif (ou qu'une ligne de test altérée peut être interprétée comme un résultat négatif dans un test compétitif).

### Extraction du plasma sanguin
Comme la couleur rouge intense de l'hémoglobine interfère avec la lecture des tests diagnostiques colorimétriques ou basés sur la détection optique, la séparation du plasma sanguin est une première étape courante pour augmenter la précision des tests diagnostiques. Le plasma peut être extrait du sang total via des filtres intégrés ou par agglutination.

## Historique
Les LFT dérivent de la chromatographie sur papier, qui a été développée en 1943 par Martin et Synge, et élaborée en 1944 par Consden, Gordon et Martin.  La technologie ELISA a été mise au point en 1971. 

## Différents types de LFT

### Essais sandwichs
Les tests sandwichs sont généralement utilisés pour les analytes de grande taille, car ils ont tendance à avoir plusieurs sites de liaison. Lorsque l'échantillon migre dans le test, il rencontre d'abord un conjugué, qui est un anticorps spécifique à l'analyte cible marqué avec un marqueur visuel, généralement de l'or colloïdal. Les anticorps se lient à l'analyte cible dans l'échantillon et migrent ensemble jusqu'à ce qu'ils atteignent la ligne de test. La ligne de test contient également des anticorps immobilisés spécifiques à l'analyte cible, qui se lient aux molécules conjuguées liées à l'analyte qui ont migré. La ligne de test présente alors un changement visuel dû à la concentration du marqueur visuel, confirmant ainsi la présence des molécules cibles. La majorité des tests sandwichs ont également une ligne de contrôle qui apparaît, que l'analyte cible soit présent ou non, afin de garantir le bon fonctionnement du tampon à flux latéral. [citation nécessaire]
Le test sandwich rapide et peu coûteux est couramment utilisé pour les tests de grossesse à domicile qui détectent la gonadotrophine chorionique humaine, hCG, dans l'urine des femmes enceintes.

### Essais compétitifs
Les tests compétitifs sont généralement utilisés pour les analytes de petite taille, car ces derniers ont moins de sites de liaison. L'échantillon rencontre d'abord des anticorps dirigés contre l'analyte cible marqué par un marqueur visuel (particules colorées). La ligne de test contient l'analyte cible fixé à la surface. Lorsque l'analyte cible est absent de l'échantillon, les anticorps non liés se lieront à ces molécules d'analyte fixées, ce qui signifie qu'un marqueur visuel apparaîtra. Inversement, lorsque l'analyte cible est présent dans l'échantillon, il se lie aux anticorps pour les empêcher de se lier à l'analyte fixe dans la ligne de test, et donc aucun marqueur visuel n'apparaît. Cette méthode diffère des tests sandwichs en ce sens que l'absence de bande signifie que l'analyte est présent. [citation nécessaire]

### Tests quantitatifs
La plupart des tests LFT sont conçus pour fonctionner sur une base purement qualitative. Il est toutefois possible de mesurer l'intensité de la ligne de test pour déterminer la quantité d'analyte dans l'échantillon. Des appareils de diagnostic portatifs, appelés lecteurs de flux latéral, sont utilisés par plusieurs sociétés pour fournir un résultat de test entièrement quantitatif. En utilisant des longueurs d'onde de lumière uniques pour l'illumination en conjonction avec la technologie de détection CMOS ou CCD, une image riche en signaux peut être produite à partir des lignes de test réelles. À l'aide d'algorithmes de traitement d'image spécifiquement conçus pour un type de test et un milieu particuliers, l'intensité des lignes peut ensuite être corrélée aux concentrations d'analyte. Detekt Biomedical L.L.C. fabrique une telle plate-forme de dispositifs portatifs à flux latéral. D'autres techniques non optiques sont également capables de fournir des résultats de tests quantitatifs. Par exemple, un immunodosage magnétique (MIA) sous forme de LFT permet également d'obtenir un résultat quantifié. La réduction des variations du pompage capillaire du fluide de l'échantillon est une autre approche permettant de passer de résultats qualitatifs à des résultats quantitatifs. Des travaux récents ont, par exemple, démontré le pompage capillaire avec un débit constant indépendant de la viscosité et de l'énergie de surface du liquide.

## Spécificité, sensibilité et limite de détection
Ces tests basés sur la liaison d'un anticorps à un antigène (principe de la clé et de la serrure) sont très spécifiques et il y a donc très peu de faux positifs.
Malheureusement, dans le cas des tests immunologiques pour la mise en évidence d'une infection par le SARS-CoV-2, le virus de la pandémie de Covid-19, ils sont assez peu sensibles en raison de leur limite de détection élevée. En d'autres termes, il faut déjà une concentration en antigènes assez élevée pour permettre leur détection.
Donc, pour la Covid-19, les tests antigéniques ne sont vraiment fiables qu'en cas de test positif indiquant une franche contamination quand la concentration en antigène est très élevée. 
Un test négatif peut correspondre soit à une absence d'antigènes et donc d'infection (vrai négatif), soit à une concentration insuffisante en antigènes pour permettre leur détection par ce type de test (faux négatif). 
Un test immunologique négatif pour la Covid-19 ne permet donc pas d'exclure une infection en raison de la limite de détection trop élevée de ce type de test. Par contre, les tests immunologiques sont utiles pour permettre aux personnes infectées de s'isoler rapidement afin d'enrayer la contagion et de protéger les personnes les plus vulnérables.

## Fiabilité des tests immunologiques pour la détection de la Covid-19
En raison de la limite de détection insuffisante (voir la section précédente), un test immunologique négatif ne constitue pas en soi une preuve suffisante de non-infection par le coronavirus. Le risque existe d'être faussement rassuré[réf. nécessaire]. Hormis la sensibilité insuffisante du test, l'auto-prélèvement par frottis nasal à l'aide d'un écouvillon doit également être correctement réalisé et au bon moment aussi. L'autoprélèvement nasal est plus limité que l'écouvillonnage nasopharyngé, plus délicat à mettre en œuvre, et devant être uniquement pratiqué par du personnel soignant formé et habilité. Une charge virale détectable ne se développe qu'entre 1 et 5 jours après les premiers symptômes. Si le test est effectué trop tôt ou le prélèvement nasal mal réalisé, le test ne détectera pas une trop faible quantité de virus. En cas de symptômes grippaux, seul un test PCR est en mesure de conclure à une absence réelle d'infection par le virus SARS-CoV-2 responsable de la Covid-19. Dans le doute et en absence de test PCR, mieux vaut donc s'isoler et protéger ses proches et les personnes vulnérables.